# BGB A/S
BGB A/S er en dansk byggevirksomhed, som er er forankret i tømrer og snedkererhvervet. Bertel Gantriis etablederede virksomheden i 1976, i begyndelsen som en decideret tømrer- og snedkervirksomhed. I dag er det en egentlig byggevirksomhed, der fortsat har snedkerarbejde som sit speciale. De har hovedafdeling i Skive, snedkeri i Roslev og en afdeling i Ishøj. I 2024 havde BGB A/S ca. 240 ansatte.